# Pterostichus barryorum
Pterostichus barryorum är en skalbaggsart som beskrevs av Ball. Pterostichus barryorum ingår i släktet Pterostichus och familjen jordlöpare. Inga underarter finns listade i Catalogue of Life.